# 박상욱 (배우)
박상욱(朴相旭, 1976년 1월 18일 ~ )은 대한민국의 배우이다. 1994년 연극배우 첫 데뷔하였으며 1997년 천신만고 끝에 KBS  공채 19기 탤런트에 합격했으나 그 이후 군 입대를 했고 군 제대 뒤 영화배우로 활동했다.

## 학력
- 휘문고등학교
- 고려대학교 신문방송학

## 출연작

### 영화
- 2002년 《가문의 영광》 ... 장경태 역
- 2003년 《나비》 ... 최 중사 역
- 2003년 《동해물과 백두산이》 ... 박 형사 역
- 2005년 《공공의 적 2》 ... 강석신 역
- 2005년 《역전의 명수》 ... 희만 역
- 2006년 《중천》 ... 여위 역
- 2007년 《펀치 레이디》 ... 곽주창 역
- 2009년 《용서는 없다》 ... 박평식 역
- 2012년 《가문의 귀환》 ... 장경태 역
- 2013년 《런닝맨》 ... 턱수염 역
- 2019년 《나쁜 녀석들: 더 무비》 ... 김창민 역
- 2021년 《내일의 기억》 ... 기상 역
- 2023년 《실버맨》 ... 탁배 역

### 드라마
- 1997년 KBS 주간드라마 《전설의 고향(90년대 시리즈)》 ... 걸귀 편 만만이 역
- 2000년 KBS 일일연속극 《좋은걸 어떡해》
- 2001년 KBS 주말드라마 《아버지처럼 살기 싫었어》 ... 구성철 역
- 2003년 MBC 미니시리즈 《남자의 향기》 ... 들쥐 역
- 2008년 KBS 미니시리즈 《쾌도 홍길동》 ... 심수근 역
- 2008년 MBC 미니시리즈 《러브하우스》 ... 일두 역
- 2008년 SBS 일일드라마 《애자 언니 민자》 ... 공익근무요원 역
- 2008년 KBS 주말드라마 《바람의 나라》 ... 괴유 역
- 2010년 KBS 대하드라마 《전우》 ... 백승진 역
- 2012년 MBC 대하드라마 《무신》 ... 이공주 역
- 2012년 KBS2 단막극 《KBS 드라마 스페셜 - 내가 우스워 보여?》 ... 이창호 역
- 2013년 KBS 수목드라마 《아이리스 2》 ... 무기 밀매범 역
- 2014년 KBS 월화드라마 《힐러》 ... 배상수 역
- 2016년 SBS 수목드라마 《원티드》 ... 조남철 역
- 2019년 tvN 토일드라마 《로맨스는 별책부록》

### 광고
- 2000년 ~ 2001년 hy 메치니코프
- 2002년 공익광고협의회 마약 추방 공익광고